# チルゼパチド
チルゼパチド（Tirzepatide）は、グルコース依存性インスリン分泌刺激ポリペプチド（GIP）／グルカゴン様ペプチド1（GLP-1）共受容体作動薬であり、2型糖尿病と肥満症の治療に使用するイーライリリー・アンド・カンパニーが開発した医薬品である。
アメリカ食品医薬品局が2022年5月13日に、2型糖尿病の治療薬として承認した。アメリカ合衆国での商品名は Mounjaro で、日本での商品名はマンジャロ（登録商標第6435127号ほか）で、2022年9月26日に日本イーライリリーが製造販売承認を受け、田辺三菱製薬が販売流通する。39のアミノ酸残基から成るペプチドで、GIPの構造を元にしながらもGLP-1受容体をも刺激出来る。開発コードはLY-3298176。投与方法は皮下注射である。
2023年11月8日にアメリカ食品医薬品局は、ゼップバウンド(Zepbound)を肥満症治療薬として承認した。なお、ゼップバウンドはマンジャロと有効成分は同じもの。
2024年4月、アメリカ食品医薬品局の医薬品不足データベースは、ゼップバウンドとマンジャロのほとんどの用量が2024年第2四半期まで供給不足になることを示している。

## 副作用
- 低血糖症状（脱力感、高度の空腹感、冷汗、顔面蒼白、動悸、振戦、頭痛、めまい、嘔気、視覚異常等）
- 急性膵炎
- 胆嚢炎、胆管炎、胆汁鬱滞性黄疸

## 薬物動態
血中半減期は4.86日間（116.7時間）であり、週1回投与が可能である。

## 臨床試験
2021年8月現在、10本の第III相臨床試験が実施されており、そのうち4本で肯定的な結果が報告された。
2025年のランダム化比較試験で、チルゼパチドは心不全の患者に対して、健康状態とQOL、身体機能、運動耐容能、幸福度を上昇させると報告された。